# 知多乗合
知多乗合株式会社（ちたのりあい）は、愛知県半田市に本社を置く名鉄グループのバス事業者。通称は「知多バス」で、会社でも公式にこの通称を使用している。
知多半島を中心に乗合バス事業・貸切バス事業を営み、コミュニティバスの運行受託も行う。本社、半田営業所、東海営業所に分類される。

## 沿革
- 1943年（昭和18年）6月 - 陸運統制令に基づき、知多半島を営業基盤とする乗合バス業者8社（知多自動車株式會社・野間自動車株式會社・岡田自動車株式會社・知多中央自動車合資會社・大野自動車株式會社・常滑自動車商會・株式會社小鈴谷通運社・鳴海聯合バス）が合併して設立[1]。
- 1999年（平成11年）10月1日 - 名古屋鉄道（名鉄バス）より加木屋管理所および同所管轄車両・路線を譲受し、東海管理所とする[2]。
- 2012年（平成24年）4月1日 - 名鉄バス東部より「岡崎・中部空港線」を譲受する[3][4]。
- 2022年（令和4年）
  - 2月11日 - 東海営業所管内の路線にmanacaなどの交通系ICカードを導入[5]。
  - 7月1日 - 名鉄グループのバス事業再編により設立された中間持株会社「名鉄グループバスホールディングス」の傘下に入る[1][6][7][8]。同時にグループ会社の有限会社知多自動車学校と株式会社名鉄知多バス旅行も名鉄グループバスHD傘下入り[6][7]。
- 2024年（令和6年）10月1日 - 半田営業所管内のうち、東ヶ丘団地線にmanacaなどの交通系ICカードを導入[9]。
- 2025年（令和7年）2月8日 - 半田営業所管内の全路線（導入済みの東ヶ丘団地線を除く）にmanacaなどの交通系ICカードを導入。同時にmanaca定期券を導入し、紙式乗車券を廃止[10]。

## 営業所および現行路線
2つの路線バス営業所と1つの貸切バス営業所を持つ。ただし、路線の半田営業所と貸切営業所は同一敷地内にあるため、実質的には営業所は2箇所である。また、半田営業所・貸切営業所の敷地内には自社のバス整備工場も併設している。他の営業所は給油や洗車の設備と事務所のみで、非常に簡素な構造となっている。2014年3月31日をもって内海管理所が廃止された。

### 半田営業所（住吉車庫）
所在地：愛知県半田市住吉町2丁目163番地7
2024年（令和6年）10月1日より東ヶ丘団地線にmanacaなどの交通系ICカードを導入し、2025年（令和7年）2月8日より全線（導入済みの東ヶ丘団地線を除く）に導入。対応機器は名鉄バスから貸与されるため利用履歴は「名鉄バス」と印字される。知多半田駅などで鉄道線と乗り継いでも割引は適用されないが、マイレージポイントは名鉄バスと同様に付与される。

#### 東ヶ丘団地線
- 巽ヶ丘駅前 - 高根台 - 巽ヶ丘駅前

名鉄河和線 巽ヶ丘駅と東浦町・阿久比町の東ヶ丘団地を結ぶ路線。平日は朝夕のみの運行で毎時3本、休日は終日毎時1〜2本の程度の運行である。2024年10月1日より普通運賃を東浦町運行バスうららと同額に改定し、併せて交通系ICカードを導入した。

#### 半田北部線
- 知多半田駅 - JR半田駅前 - 市役所前 - 乙川駅前 - 日本福祉大学（半田キャンパス）

名鉄河和線 知多半田駅と半田市北東部（乙川・亀崎方面）を結ぶ路線。かつての上池・有脇・亀崎線の経路を統一する形で2018年（平成30年）10月1日から運行が開始された。終点の日本福祉大学などの亀崎地区から半田市地区路線バス「ごんくる」の亀崎・有脇線に乗り換え（乗継割引制度、一日乗車券あり）できる。

#### 半田・常滑線
- 知多半田駅 - 青山駅 - 板山 - 常滑駅 - 中部国際空港（常滑駅発着便あり）
- 日本福祉大学（半田キャンパス） - 知多半田駅 - 青山駅 - 板山 - 常滑駅

名鉄河和線 知多半田駅と常滑市方面・中部国際空港を県道34号経由で結ぶ路線である。中部国際空港に乗り入れる唯一の一般路線バスである。知多半田駅〜常滑駅間は昼間は毎時1本程度の運行であり、朝は最大毎時2本の運行である。2018年（平成30年）10月以前は常滑線として運行されており青山駅を通らなかった。中部国際空港発着便は一時期りんくう常滑駅を経由していたが、2022年（令和4年）10月1日から経由しなくなった。

#### 刈谷・中部空港線
- 知立駅 - 刈谷駅前 - 緒川駅前 - 中部国際空港

名鉄名古屋本線・三河線 知立駅、JR東海道本線 刈谷駅、JR武豊線 緒川駅と中部国際空港を結ぶリムジンバス路線。知立駅〜緒川駅前相互間の利用も可能である。路線名に刈谷とつき、知立駅発着便は2024年（令和6年）11月14日改正時点で中部国際空港発の終車1本のみである。乗務員は東海営業所から派遣される。以前は毎時1本程度の運行であり、全便が知立駅発着となっていた。座席は先着定員制で、乗車の際に予約は不要だが満席の場合は乗車できない。

#### 中部国際空港貨物地区循環線
- A循環：旅客ターミナルビル - 貨物北 - 総合物流中央 - 旅客ターミナルビル
- B循環：旅客ターミナルビル - 貨物北 - 貨物事務所棟前 - 旅客ターミナルビル
- C循環：旅客ターミナルビル - 貨物北 - 海上保安庁前 - 総合物流中央 - 旅客ターミナルビル（一部半田・常滑線から直通を受ける便、もしくは同線に直通する便あり）

路線名の通り、中部国際空港の貨物地区を巡回する路線である。A・C循環がメインで、B循環が平日朝夕に運行される。毎時1〜3本程度の運行だったが、2022年10月のダイヤ改正から朝夕ラッシュ時間帯のダイヤに変更され、昼間の運行はなくなっている。B循環は貨物地区の制限エリアに入るため中部国際空港株式会社が発行する許可証を所持していないと全区間乗車することはできない。また制限区域に入場または出場する場合はゲートでバスを一旦下車したうえで再度乗車しなければならない。

### 東海営業所（加木屋車庫）
所在地：愛知県東海市加木屋町西御門39番地1
かつての名鉄バス加木屋管理所であり、当管理所の所管系統(知多市内の路線を除く)に限り名鉄バスカード（トランパスは利用不可）が使用可能であったが、一部カードリーダー未設置車両が存在した。カードリーダー設置車両の車輌番号末尾には例外を除き「カード」をローマ字読みした頭文字の「K」が付く。
なおバスカードについては、2011年（平成23年）2月10日に発売を終了、翌年2012年（平成24年）2月29日で利用も終了となった。同社ではこれに代えて、2011年（平成23年）2月1日より紙式回数券の販売を開始した。
2022年（令和4年）2月11日よりmanacaなどの交通系ICカードを導入した。対応機器は名鉄バスから貸与されるため利用履歴は「名鉄バス」と印字される。太田川駅などで鉄道線と乗り継いでも割引は適用されないが、マイレージポイントは名鉄バスと同様に付与される。

#### 上野台線
- 太田川駅前 - 姫島 - 山中団地前 - 上野台 - 共和駅前（上野台発着便あり）
- 太田川駅前 - 姫島 - 富木島小学校前 - 上野台

名鉄常滑線・河和線 太田川駅とJR東海道本線 共和駅を、東海市東部の上野台団地を経由して結ぶ路線。本線は朝夕は毎時1〜2本程度昼間は90分間隔、富木島小学校前経由の支線は朝夕のみ1時間に1本程度の運行。近年は太田川駅〜上野台間で減便傾向である。2016年（平成28年）10月のダイヤ改正までは支線も複数存在し、太田川駅前〜上野台間は毎時4本程度の運行であった。2020年4月のダイヤ改正では朝に姫島始発の便があったものを太田川駅前まで延伸した。太田川駅前付近のルートが駅の高架化工事に伴い変更になっている。

#### 横須賀線
- 尾張横須賀駅 - 加木屋 - 半月 - 大府駅前（加木屋[注釈 2]発着便あり）

名鉄常滑線 尾張横須賀駅とJR東海道本線・武豊線 大府駅を、国道155号線に沿って結ぶ路線である。また途中に横須賀高校、大府高校がある等通学需要もあるほか、大府市内線の出入庫も兼ねている。平日朝は40分に1本程度、昼間以降及び休日は1〜3時間に1本の運行。東海市側で太田川駅前まで運行する便があったが、2016年（平成28年）に尾張横須賀駅までに短縮された。2020（令和2年）年より加木屋 - 大府駅間の系統が増便され、同区間は概ね毎時1本以上を確保している。

#### 大府市内線
- 大府駅前 - 長寿医療センター - あいち健康プラザ - げんきの郷
- 大府駅前 - 長寿医療センター - あいち健康プラザ - 森岡台 - 大府駅前

JR東海道本線・武豊線 大府駅からウェルネスバレー地区の各施設を結び、一部は東浦町森岡台地区を経由し、大府駅に戻る路線である。ウェルネスバレー地区までは毎時1〜2本程度、森岡台へは朝夕を中心に運行されている。大府駅前を19：00以降に発車する便は、循環方向が逆（森岡台先回り）となる。名鉄バスから路線移管される前から大府駅前 - 森岡台は東浦線（2002年（平成14年）廃止）として運転されており東浦町の石浜住宅まで運行されていた。沿線に多く公共施設が立地することから、知多バスの中でも利用客の多い路線である。なおげんきの郷休業日は、あいち健康プラザで折り返す。

#### 朝倉団地線
- 朝倉駅前 → つつじが丘団地 → つつじが丘1丁目 → 朝倉駅前

名鉄常滑線 朝倉駅とUR都市機構朝倉団地（つつじが丘）を結ぶ路線である。減便が進んでおり、現在は朝平日1本の運行。2014年（平成26年）以前は昼間、2023年2月までは毎日朝夕のみ3本運行していた。

#### 佐布里線
- 朝倉駅前 → つつじが丘団地 → 佐布里 → つつじが丘1丁目 → 朝倉駅前

名鉄常滑線 朝倉駅からつつじが丘を経由し、知多市佐布里地区を循環して朝倉駅に戻る路線である。朝倉駅前〜つつじが丘地区は朝倉団地線と重複する。概ね毎時1本の運行で、夕方は毎時2本となる。朝倉団地線の減便により佐布里地区を通過して朝倉駅前～つつじが丘地区で乗降する場合でも朝倉団地線と同一運賃になる特例が設定された。

#### 岡田線
- 朝夕便：朝倉駅 -古見駅 - 東岡田
- 昼便：朝倉駅 - つつじが丘1丁目（上り）／つつじが丘団地（下り）- イトーヨーカドー前 - 東岡田

名鉄常滑線 朝倉駅と知多市岡田地区を結ぶ路線である。朝夕と昼間で経路が異なる。朝便の上りおよび夕便の下りは毎時2本程度、それ以外は毎時1本程度の運行である。
かつては全便現在の朝夕便の経路で運行されていたほか、東岡田から先、名鉄河和線 知多半田駅へ行く便もあった。また昼便も、名鉄常滑線  朝倉駅から先古見駅口まで運行していた。

#### 日長団地線
- 新舞子駅前 - 新舞子台 - 旭東小学校東 - 日長団地西 - 新舞子駅前（→方向が左回り）

名鉄常滑線 新舞子駅と日長台団地を結ぶ路線であったが、2024年3月に旭桃台方面に延伸した。概ね毎時1本程度の循環で午前が左回りメイン、午後は右回りメインとなっている。朝、最終は旭桃台東発着がある。

### 貸切営業所
所在地：愛知県半田市住吉町2丁目163番地の7
- 貸切バスのみの所管。

### コミュニティバス
沿線の各自治体からコミュニティバスの運行を受託している。詳細は各路線の記事を参照。
- 大府市循環バス「ふれあいバス」
- 東海市循環バス「らんらんバス」
- 知多市コミュニティバス「あいあいバス」
- 半田市公共交通バス「ごんくる」
- 東浦町運行バス「う・ら・ら」
- 常滑市コミュニティバス「グルーン」
- 武豊町コミュニティバス「ゆめころん」

## 廃止された所管系統

### 半田営業所
- 2006年（平成18年）6月30日
  - 宮津団地線（阿久比駅前 - 宮津団地）
  - 阿久比スポーツ村線（阿久比駅前 - スポーツ医・科学研究所）

- 2007年（平成19年）9月30日
  - 衣浦線（知多半田駅 - 亀崎県社前 - 三河高浜駅前）

- 2008年（平成20年）9月30日
  - 刈谷線（知多半田駅 - 藤江北 - 刈谷駅前）
    - 石浜住宅線（刈谷駅前 - 石浜住宅）

石浜住宅線は刈谷線の区間系統であったが、中央図書館前・刈谷駅南口を経由していた。

- 2009年（平成21年）3月31日
  - 西尾空港線（蒲郡駅前 - 西尾駅 - 碧南中央駅 - 中部国際空港）
名鉄バス東部との共同運行。
  - 常滑線（病院口 - 常滑駅 - 大曽公園 - 知多半田駅）
  - 常滑南部線（中部国際空港 - 病院口 - 常滑駅 - 上野間駅 - 内海駅）

- 2009年（平成21年）9月30日
  - 半田空港線（知多半田駅 - 清城町 - 新美南吉記念館西 - 中部国際空港）

- 2010年（平成22年）3月31日
  - 豊橋空港線（植田車庫前 - 豊橋駅前 - 豊川駅前 - 中部国際空港）
豊鉄バスとの共同運行。

- 2011年（平成23年）3月27日
  - 常滑市街循環コミュニティバス「とことこバス」
常滑まちなかバス事業推進協議会からの運行受託。

- 2013年（平成25年）3月16日
  - ビーチランド線（知多奥田駅 - 南知多ビーチランド）
冬期を除く土休日にのみ運行されていた。2006年（平成18年）以前は上野間駅発着だった。

- 2014年（平成25年）3月31日
  - 常滑南部線 （中部国際空港 - 病院口 - 常滑駅 - 上野間駅 - 河和駅）
病院口以西と上野間駅以南が廃止された。末期は空港行のみの運行だった。

- 2015年（平成27年）4月30日
  - 常滑線（病院口 - 常滑駅 - 知多半田駅）
  - 常滑南部線（病院口 - 常滑駅 - 坂井 - 上野間駅）
病院移転に伴い病院口 - 常滑市役所前間が廃止された。

- 2015年（平成27年）9月30日
  - 内海線（河和駅 - 内海高校前・内海駅）
海っ子バスに移管された。

- 2016年（平成28年）3月31日
  - 安城・中部空港線（南安城駅 - 安城駅 - 三河安城駅前 - 三河高浜駅前 - 中部国際空港）

「三河安城駅前」 - 「中部国際空港」間の運行。一部便のみ「南安城駅」まで延長運転。
  - 岩滑線（知多半田駅 - 新美南吉記念館西 - ハートフルセンター半田（旧椎の木園））※岩滑の読みは「やなべ」
  - 有脇線（知多リハビリ病院 - 東浦駅）
刈谷線が東浦駅まで短縮された路線だが、乗客数が国庫補助の基準を割ったため、東浦町内の区間は廃止され、半田市内で完結する路線となった。

- 2018年（平成30年）9月30日
  - 上池線・有脇線・亀崎線 
    - 上池線：知多半田駅 - 市役所前 - 乙川駅前 - 緑ヶ丘
    - 有脇線：知多半田駅 - 市役所前 - 乙川駅前 - 有脇 - 知多リハビリ病院前
    - 亀崎線：知多半田駅 - 市役所前 - 乙川駅前 - 亀崎駅前 - 亀崎県社前
名鉄知多半田駅と半田市北東部（乙川・亀崎方面）を結ぶ路線。各線ともに知多半田駅 - 乙川栄町間の経路が同じであった[注釈 3]。同区間は毎時1〜2本の運行であり、分岐した区間では各線とも1日10本以下と本数が少なかった。かつては有脇線は刈谷線として刈谷駅まで、亀崎線は衣浦線として三河高浜駅まで運行されていた。2018年10月1日からは、主要な区間が半田北部線に再編され、各線の末端部の機能を半田市地区路線バス「ごんくる」に譲ることとなった。

  - 鴉根線・花園線 
    - 鴉根線：JR半田駅前 - 市役所前 - 成岩駅前 - 図書館・博物館 - 青山駅前 - 君ヶ橋住宅西
    - 花園線：青山駅前 - 君ヶ橋住宅西
半田市内を東西方向に横断する路線。かつては知多半田駅や市役所前発着だった。
花園線は実際鴉根線の区間運行であったが、別系統となっていた。
鴉根線は1日あたり平日5本、休日2本と本数が少なく、昼間のみの運行。花園線は朝夕に運行されていた。2018年10月1日から運行を開始した半田市地区路線バス「ごんくる」青山・成岩線に置き換えられる形で廃止となった。

- 2019年（令和元年）8月4日
  - 岡崎・中部空港線
    - 岡崎駅前 - 東岡崎 - 東名岩津 - 中部国際空港
岡崎市内と中部国際空港を結ぶリムジンバス路線。2012年（平成24年）4月1日に名鉄バス東部より移管された。刈谷・空港線とは異なり、岡崎市内相互間の相互利用はできなかった。1〜2時間に1本程度の運行で座席定員制だった。2019年8月4日の出発便を最後に運行休止となった。

- 2022年（令和4年）9月30日
  - 半田・常滑線
    - 常滑市役所・市民病院 - 常滑駅 - 板山 - 青山駅 - 知多半田駅 - 日本福祉大学（半田キャンパス）
    - 常滑市役所・市民病院 - 常滑駅 - りんくう常滑駅 - 常滑駅 - 板山 - 青山駅 - 知多半田駅
2015年5月の常滑市民病院移転の際運行が開始されたが、運行初期は常滑市役所前（現：ボートレース北バス停）経由する便があった。その後りんくう地区を経由する便が設定されたが、末期は知多半田行平日1本のみの運行になった。2022年1月に常滑市役所移転に伴い、常滑市民病院バス停が常滑市役所・市民病院バス停に名称が変更された。

  - 常滑南部線
    - 常滑市民病院 - 常滑駅 - 坂井 - 上野間駅
常滑市民病院から名鉄常滑線・空港線 常滑駅を経て、常滑市南部を海岸沿いに縦断する路線。かつては常滑駅で半田・常滑線の中部国際空港行きにほぼ全便接続していたが、半田・常滑線が減便されたため、接続が考慮されていない便があった（常滑駅で空港発着便との乗継割引制度がある）。1〜2時間に1本程度の運行であった。常滑市民病院移転後りんくう地区経由していたが、2020年（令和2年）4月より経由しなくなった。2022年10月1日より常滑市コミュニティバス「グルーン」の常滑南部・上野間線として運行している。

- 2023年（令和5年）9月30日
  - 師崎線
    - 河和駅 - 矢梨 - 大井 - 師崎港
名鉄河和線 河和駅から東海岸に沿って師崎港に至る路線であった。河和駅〜師崎港間は南知多町コミュニティバス「海っ子バス」も並行しているため、それに合わせて運賃が安く設定されていたほか、共通の一日乗車券も販売されていた。毎時1本程度の運行であった。
2023年10月1日より「海っ子バス」南知多・美浜環状線に統合される形で廃止され、美浜町と南知多町から知多バスの路線がなくなった。

- 2024年（令和6年）3月31日
  - イオンモール常滑無料シャトルバス（中部国際空港 - イオンモール常滑）[13]

### 東海営業所
- 2007年（平成19年）3月31日
  - 名古屋東海線（大同町駅前 - 名和駅前 - 加木屋車庫前 - 東海市民病院）
1990年代までは神宮前駅や名鉄バスセンター発着の系統も運行されていた。

- 2012年（平成24年）3月19日
  - 東海市内線（名和駅前 - 東海市民病院／新上野ヶ丘・荒尾住宅 - 太田川駅前 - 大池住宅）
東海市の補助路線で、同市の運行するらんらんバスとの統合によって廃止された。

- 2016年（平成28年）9月30日
  - 東海市内線 （太田川駅前 - 木庭 - 加木屋車庫前）
  - 上野台線（太田川駅前 - 水深 - 上野台）
上記2路線は上野台線の支線系統で、廃止直前は、1日1本の運行となっていた。
  - 横須賀線（太田川駅前 - 尾張横須賀駅）

### 内海管理所
所在地：愛知県知多郡南知多町大字内海字亥新田132番地9
内海管理所は自動車NOx・PM法による規制範囲から外れている。そのため、少数だが、他の営業所では排ガス規制によって使用できなくなった旧年式のバスが在籍している。路線の大幅な減少と合理化によって2014年（平成26年）3月31日をもって廃止された。
- 廃止時点で所管していた系統
  - 内海線（内海駅 - 河和駅）
  - 師崎線（河和駅 - 師崎港）
    - 半田営業所に管轄が移動したが、現在は両路線とも海っ子バスに移管されている。
- 内海管理所が廃止となる以前に廃止された所管系統 
  - 2009年（平成21年）3月31日
    - 高峰線（内海駅 - 高峰）
      - 高峰は旧･内海フォレストパーク前。実際には西海岸線の区間運行だが、別系統となっていた。

  - 2010年（平成22年）10月1日
    - 西海岸線（内海駅 - 師崎港）
    - 豊浜線（河和駅 - 豊浜魚ひろば）
      - これら2系統は海っ子バスに移管されたのち撤退。

    - 岩屋観音線（内海駅 - 岩屋観音）
      - 毎月17日のみの運行であった。海っ子バスに移管されてからは、西海岸線の一部として毎日朝夕に運行されている。

  - 2013年（平成25年）10月1日
    - 南知多町町営バス「海っ子バス」
      - 南知多町からの運行受託（現在はレスクルが運行している）

## 主なターミナル
- 知多半田駅
- 常滑駅
- 中部国際空港
- 河和駅
- 太田川駅
- 大府駅
- 朝倉駅

## 車両

### 一般路線車両
一般路線車両は三菱ふそう製が大半を占めているが、日野自動車（ジェイ・バス）製の車両も在籍している。トヨタ自動車製のワゴン車（ハイエース）もコミュニティバス専用だが在籍している。大型と中型は全てバリアフリー対応車で、ノンステップバスは他社からの移籍車も含めて21台が在籍（うち10台はコミュニティバス専用車）。マイクロバスについては「ふれあいバス」専用車となっており、リフトバスである。なお、車種や年式によっては運転や整備がしづらい車両もあり、必ずしも新しい車両が積極的に使われるわけではない。2022年10月からはBYD製のJ6小型電気バスの導入を開始した。主要投入先は常滑市コミュニティバスであるが、一般路線向けの車両も少数導入された。路線バスへのEV車両の投入は県内初である。
2013年（平成25年）6月時点での一般路線車両の塗装パターンは3種類（コミュニティバス専用車を除く）。

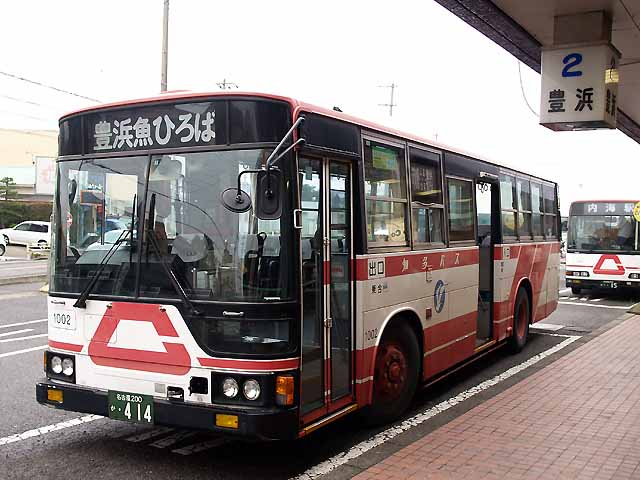
路線車（川崎市営バス移籍車）
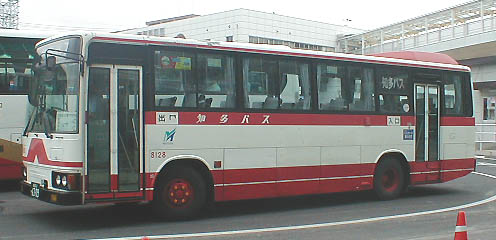
2002年（平成14年）度までに増備した車両の塗装は、名鉄バスに類似した白地に赤帯。フロントにはChitaのCを赤色でデザイン。
- 2003年（平成15年）度から2006年（平成18年）度前期までの車両は、白地に青・赤・水色の帯を多数配置。フロントのCも青く丸いデザインに変わった。2009年（平成21年）度後期以降は再びこのデザインに戻っている。
- 2006年（平成18年）度後期から2009年（平成21年）度前期までは、名鉄グループ系の複数のバス会社で統一したデザインをベースに、水色の細い帯が入る。

なお、大半の車両の側面には、同社のシンボルマークである円形のカモメマークが入る。
- 2013年（平成25年）10月に、南知多町海っ子バスの運行委託先が変更された際に、知多乗合に残った1台は、白地に側面の赤帯のみが施されている。フロントのCや側面のカモメマークはない。

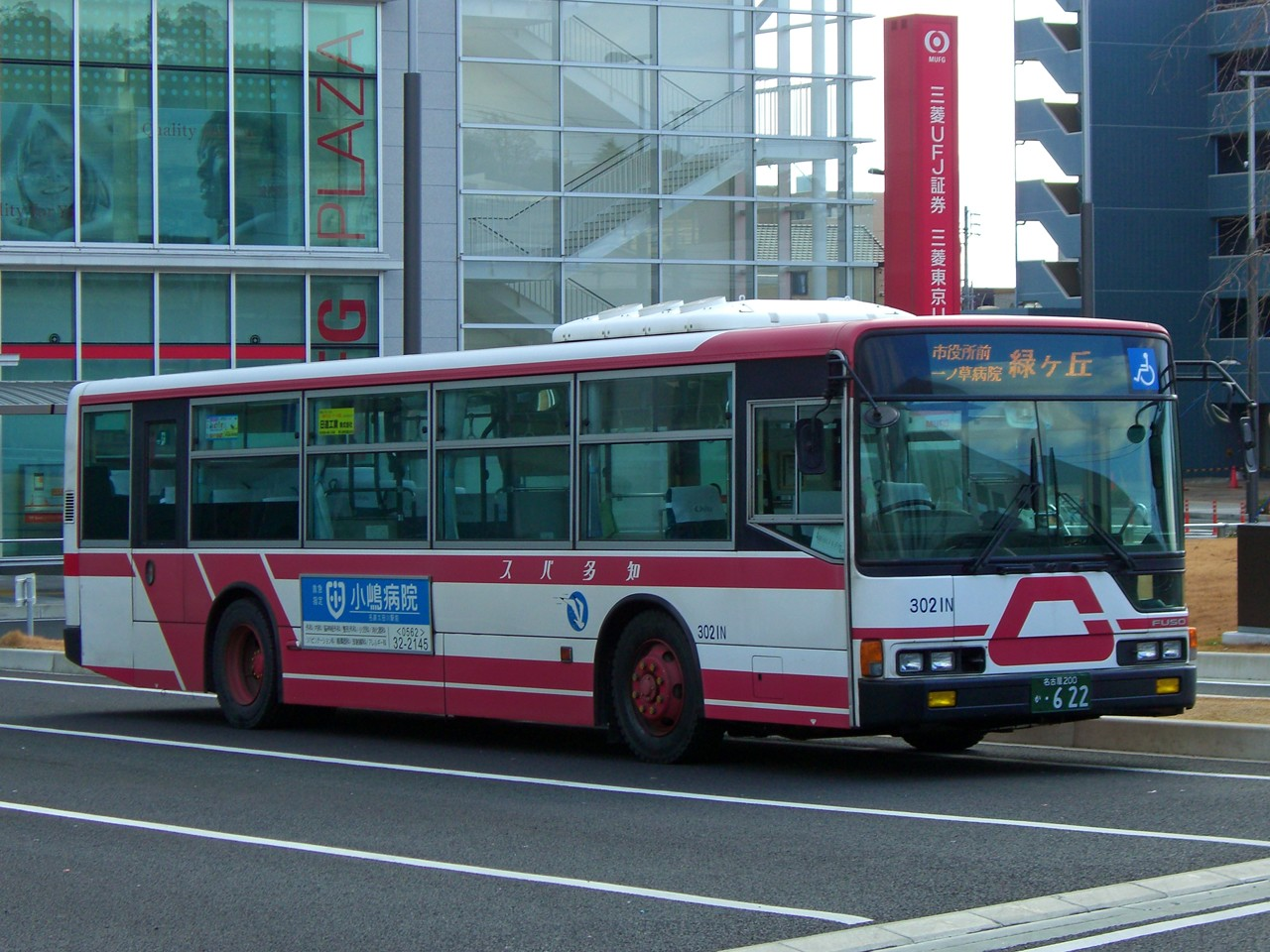
路線車（2002年度まで）
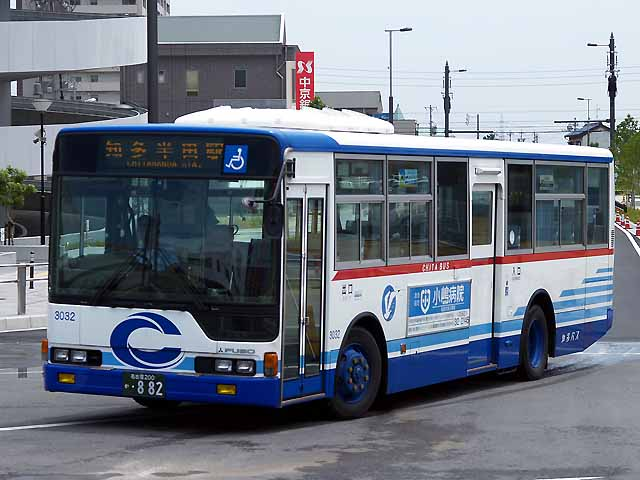
路線車（2003年から2006年度まで、2009年度から）
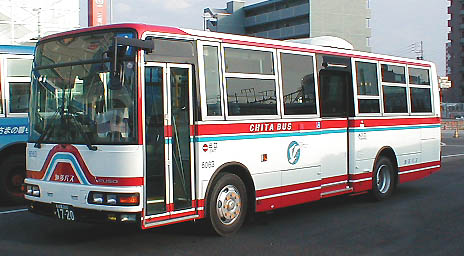
路線車（2006年度から2009年度まで）

他社からの移籍車は基本的に自社塗装へ塗り替えて使用する。ただし名鉄バスからの移籍車は、塗装はそのままで社名などのみを書き替えて使用することが多い。
- 路線車（川崎市営バス移籍車）
- 路線車（名鉄バス移籍車）

2006年（平成18年）から2009年（平成21年）までは燃料電池バス（FCHV-BUS）がトヨタ自動車より1台貸与され、半田営業所に配置されていた。2006年（平成18年）3月9日 - 3月22日の常滑線（知多半田駅・常滑駅間）での試験運行の後、同年7月に愛知万博瀬戸会場の水素ステーション（充填設備）が中部国際空港島内に移転・新設されたのを機に、同年7月22日から常滑線、半田空港線、空港内貨物地区循環線、空港駐車場・ターミナルビル間の無料連絡バスなどの路線で定期運用に就いた。そして3年間の長期試用により十分なデータを提供し、2009年（平成21年）12月11日の最終運行をもって運用離脱、翌日に回送返却された。

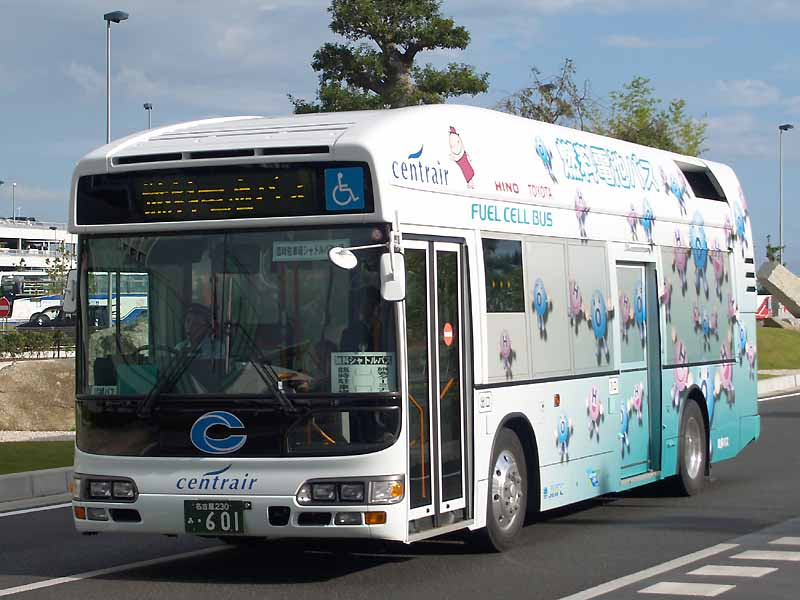
FCHV-BUS

2017年(平成29年)から元都営バスのトヨタ・TFCB(S-B102。同時期に導入されたS-B101は名鉄バス豊田営業所に移籍している)がイオンモール常滑とセントレアを結ぶシャトルバスとして運行している。なお、運賃を徴収しないため、乗合登録ではなく、貸切登録されている。2022年(令和4年)、同社公式Twitterにて5月29日で運行を終了することが発表された。

### 貸切・高速車
貸切・空港リムジンに用いられる車両は、三菱ふそう製と日野自動車製が併用されている。また、特定輸送に使用される車両では日産ディーゼル（当時、現在の「UDトラックス」）製のものも見られる。
車両の塗装は、2004年（平成16年）前期までは白地に金色と赤の緩やかなウェーブを描いたもので、2004年（平成16年）後期以降は白地に水色と青の波模様となった。他社から移籍してきた貸切車も、自社発注車と同一の青系塗装に塗り直されている。ただし、2007年（平成19年）から2009年（平成21年）に導入された特定輸送用車両は2004年（平成16年）までの赤系塗装で登場した。車体の各面には「CHITA BUS」と金色の文字で書かれているのが目立つ。

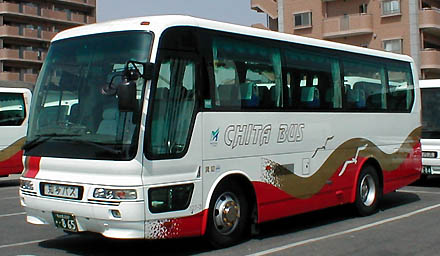
貸切車（旧塗装）
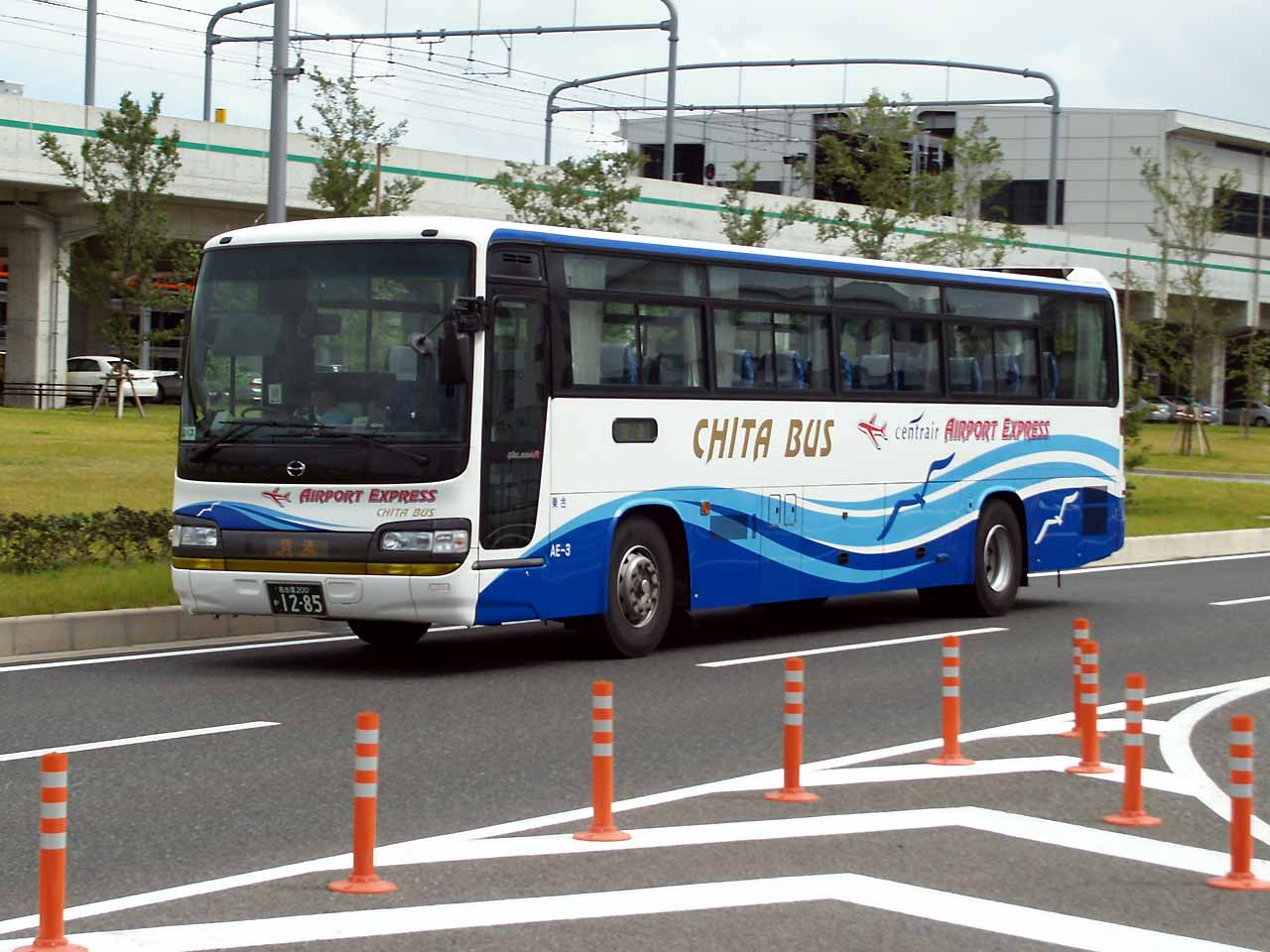
中部国際空港リムジン
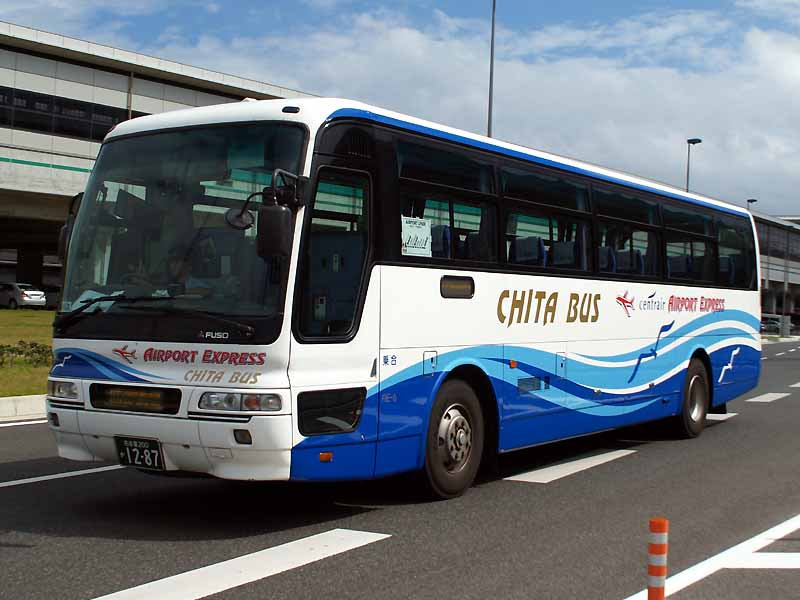
中部国際空港リムジン
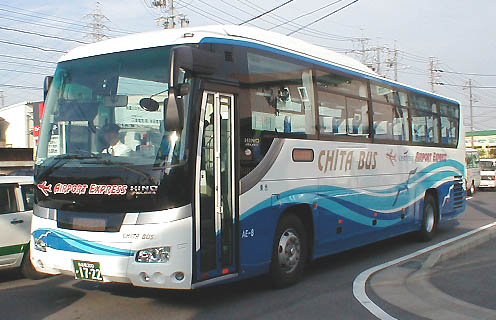
中部国際空港リムジン（新型）
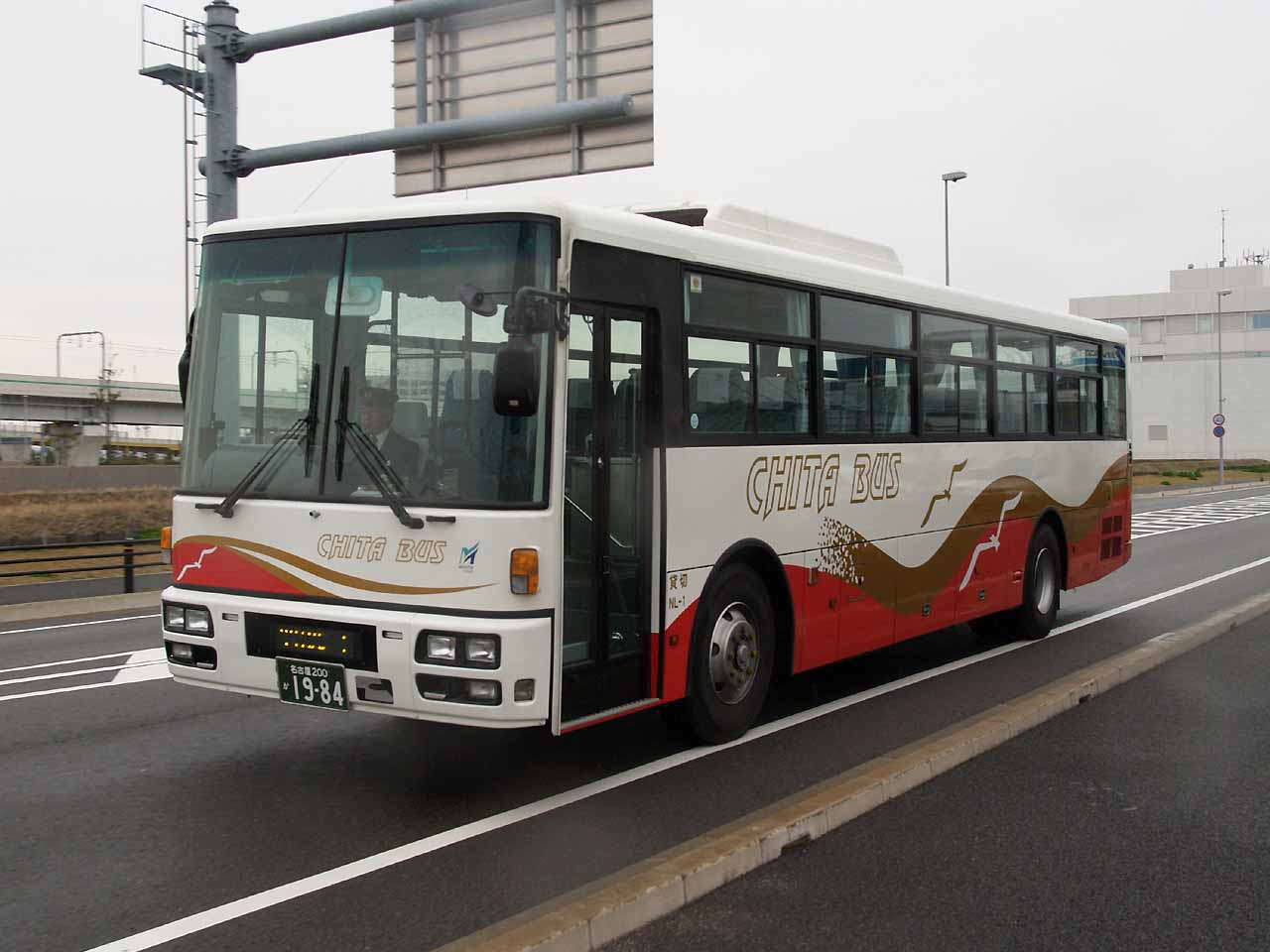
特定輸送車

なお、名鉄バスから移籍した空港リムジン車両が複数在籍しているが、これらは社名など細部を修正したのみで、移籍前の塗装をほぼ踏襲している。

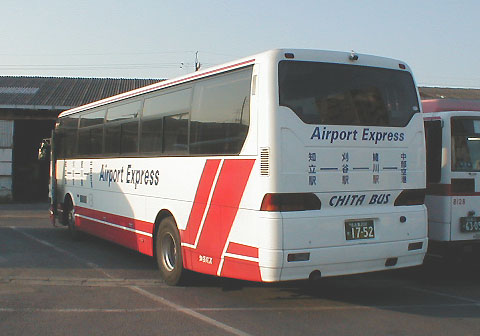
空港リムジン（名鉄バス移籍車）後面

## グループ会社
- 株式会社名鉄知多バス旅行[1]（愛知県半田市）[16] - 知多乗合のバスツアー「かもめツアー」[17]を企画・催行する旅行会社[1]。
- 有限会社知多自動車学校（愛知県半田市）[1][18] - 名鉄グループの自動車教習所[19]。